# Gongylidioides rimatus
Gongylidioides rimatus là một loài nhện trong họ Linyphiidae.
Loài này thuộc chi Gongylidioides. Gongylidioides rimatus được Ma & Zhu miêu tả năm 1990.